# Leptomys
Leptomys (Thomas, 1897) è un genere di Roditori della famiglia dei Muridi.

## Descrizione

### Dimensioni
Al genere Leptomys appartengono roditori di piccole dimensioni, con lunghezza della testa e del corpo tra 117 e 194 mm, la lunghezza della coda tra 125 e 171 mm e un peso fino a 120 g.

### Caratteristiche craniche e dentarie
Il cranio è stretto ed allungato e presenta un rostro corto, le ossa nasali che si estendono oltre gli incisivi e le bolle timpaniche piccole. Gli incisivi superiori sono leggermente opistodonti, ovvero con le punte rivolte verso l'interno della bocca, i molari hanno la superficie occlusiva con la caratteristica disposizione delle cuspidi a bacino.
Sono caratterizzati dalla seguente formula dentaria:

### Aspetto
La pelliccia è corta, soffice e vellutata, eccetto in una specie dove è setosa. Le parti dorsali variano dal fulvo al brunastro, i fianchi sono più brillanti mentre le parti ventrali ed il dorso delle zampe è solitamente bianco crema. Il muso è lungo ed appuntito, gli occhi sono relativamente piccoli. Le orecchie sono lunghe e arrotondate. I piedi sono considerevolmente allungati. La coda è generalmente uguale o più lunga della testa e del corpo, è uniformemente brunastra con la parte inferiore e la parte terminale solitamente bianca. Sono presenti 15-20 anelli di piccole scaglie, ognuna corredata da tre peli. Le femmine hanno 2 paia di mammelle inguinali.

## Distribuzione
Sono roditori terricoli endemici della Nuova Guinea.

## Tassonomia
Il genere comprende 5 specie.
- Leptomys arfakensis
- Leptomys elegans
- Leptomys ernstmayri
- Leptomys paulus
- Leptomys signatus